# Galila Ron-Feder Amit
Galila Ron-Feder Amit (hebr. גלילה רון־פדר-עמית; ur. 12 października 1949 w Hajfie) – izraelska autorka książek dla dzieci i młodzieży.
Urodziła się w Hajfie, gdzie studiowała w Hebrajskiej Szkole Realnej i następnie Uniwersytecie Hebrajskim w Jerozolimie. Jest autorką hebrajskojęzycznych książek przeznaczonych dla dzieci i młodzieży, z którym najbardziej znane to Gingi (hebr. ג'ינג'י) oraz Tuli Ta'alooli (hebr. טולי תעלולי).
Dwukrotnie zamężna. Jej pierwszym mężem był Avi Feder, po rozwodzie z którym wyszła za mąż za Meshulama Amita. Ma troje dzieci.